# Phacelophrynium nicobaricum
Phacelophrynium nicobaricum là một loài thực vật có hoa trong họ Marantaceae. Loài này được (Didr.) K.Schum. miêu tả khoa học đầu tiên năm 1902.